# Maite Hontelé
Maite Hontelé (Utrecht, 9 de enero de 1980) es una trompetista neerlandesa, que se ha especializado en ritmos de la música cubana: Son, Salsa, Chachacha y Bolero.
Hontelé entró en contacto con la salsa, gracias a la colección de discos de su padre. La colección contiene gran parte de la música de América del Sur. Hontelé aprendió a tocar la trompeta a los nueve años con la banda marcial de Haaften, (Güeldres). Después de la secundaria, estudió en el Conservatorio de Róterdam.
Desde el año 2000, ha tocado con varias bandas de salsa tanto en los países de sur América como  Colombia. Después de dar un concierto en un festival de jazz en Medellín, decidió trasladarse a vivir en Colombia. Formó su propia banda en el año 2010 y su fama ha crecido exponencialmente en los últimos años, haciéndose acreedora de grandes reconocimientos y nominaciones. Fue nominada al Grammy Latino 2014 como Mejor Álbum Salsa con Déjame Así. Recibió la mención de artista del año en el 2013 por la Radio Nacional de Colombia.
En 2011, hizo una gira internacional con Rubén Blades incluyendo Francia, Surinam y la India. En 2013, hizo una gira con llevado a cabo junto con el rapero Typhoon en el Festival Oerol.
En 2014 realizó una gira por primera vez con su banda Colombiana por sur América y fue ese álbum Déjame Así el nominado al  Latin Grammy.
En 2016 trabajó con la trompetista y cantante venezolana Linda Briceño, nominada al  Latin Grammy 2014.
En 2018 lanza en plataformas digitales su disco Cuba Linda, en los que cuenta con la participación de William Borrego, Gilberto Santa Rosa, Goyo (Chocquibtown), la Orquesta Aragón, Alain Pérez, Vicente García, Robertón y Osaín del Monte.
En 2020 dejó la trompeta y regresó a vivir en Holanda.

## Álbumes
- 2009 - Llegó La Mona
- 2010 - Mujer Sonora
- 2013 - Déjame Así
- 2015 - Te Voy a Querer
- 2018 - Cuba Linda

## Curiosidades
- Su abuelo André Hontelé (1922-2005) fue un músico, compositor y autor de varios libros sobre educación musical.